# Журдан де Блев
«Журдан де Блев» — французская эпическая поэма второй половины XII века, продолжение поэмы Ами и Амиль.
Поэма сохранилась в единственной рукописи, написана десятисложным ассонансированным стихом, насчитывает 4245 строк. Каждая лесса заканчивается коротким стихом.

## Содержание
Герой поэмы Журдан — внук Ами, владетель города Блев (современный Блай). Предатель Фромон убивает родителей героя, захватывает его земли, похищает жену его родственника Ренье, Эрембургу, убивает их сына. Журдан, имя которого Фромону неизвестно, поступает к нему на службу, участвует в заговоре против него, убивает его сына, а самого Фромона ранит. Журдан вынужден скрываться; он вместе с Ренье и Эрембургой претерпевает множество приключений, сражается с сарацинами (Журдану и Ренье приходится однажды сразиться, не узнав друг друга). Журдан женится на Ориабель, дочери сарацинского короля Маркона, у них родится дочь (на долю которой выпадает впоследствии много любовных авантюр). Тем временем Журдану удаётся заручиться поддержкой Карла Великого; он осаждает и берёт штурмом родной город, затем предает смерти попавшего в его руки Фромона. Он отдает свой фьеф верному Ренье, а сам занимает трон Маркона (тот в свою очередь становится византийским императором).
Сюжет поэмы является частичным переложением популярнейшей истории об Аполлонии Тирском.

## Издания
- Hofmann К. Amis et Amiles und Jourdains de Blaivies. Zwei altfranzösische Heldengedichte des kerlingischen Sagenkreiser. Nach der Pariser Handschrift zum ersten Male herausgegeben. Erlangen, 1852. Изд. 2-е — Erlangen, 1882.
- Jourdain de Blaye (Jourdains de Blavies). Chanson de geste éditée par P.F.Dembowski. Chicago; London, 1969.
- Jourdain de Blaye (Jourdains de Blavies). Chanson de geste. Nouvelle édition entièrement revue et corrigée, publiée par P.F.Dembowski. Paris, 1991 (CFMA, № 112).
- Jourdain de Blaye en alexandrins, ed. Takeshi Matsumura, Textes litteraires francais 520 (Geneva: Droz, 1999), 2 vols. 1163 pp.GoogleBooks